# 硼唑
硼唑屬於一類稱為金属唑的分子。它們是杂环五元環，因此它可以視作環戊二烯、吡咯或呋喃的结构类似物，其中的硼分別取代一個碳、氮和氧原子。硼唑與茂基陽離子C
5H+
5(Cp+
)為等电子体，而且由四個π電子組成。雖然休克尔规则不能完全應用於硼唑，但是它被認為具有反芳香性，因為它有4個π電子。因此，硼唑具有一些其他金屬唑沒有的獨特電子特性。 
無取代基的母體化合物的化學式為C
4H
4BH。它仍未在過渡金屬的配位層外得到分離。至於已合成的有取代基的衍生物，它們的4個碳原子和硼原子上可以出現各種取代基。因為它們高度缺電子，它們可以發生如無金屬的氫活化和經過環加成後重排的反應。這些反應不出現在其他如吡咯和呋喃的結構類似物。 
硼唑還原成雙負離子後，硼唑陰離子會獲得芳香性，可以參與類似於Cp−
陰離子的反應，包括形成夾心型配合物。 